# Otto Eckert (Pfarrer)
Otto Eckert (* 18. Juli 1891 in Pyritz; † 28. Oktober 1940 in Ostpreußen) war ein deutscher evangelischer Pfarrer und führendes Mitglied der Deutschen Christen.
Während seines Studiums wurde er Mitglied der Sängerschaft Germania Berlin. Nach seiner Ordination 1919 wurde Eckert zunächst Pfarrer in Groß Ziescht (heute Ortsteil von Baruth/Mark), dann 1931 in Zossen. Hier schloss er sich den Deutschen Christen und zum 1. April 1933 der NSDAP an (Mitgliedsnummer 1.747.707). Er unterstützte im Frühjahr 1933 Gewaltmaßnahmen gegen Kommunisten und Sozialdemokraten, wie die Verhaftung des Diakons Emil Phillip, der ein konservativer Deutschnationaler war, durch die Gestapo und dessen Inhaftierung im KZ Oranienburg.
Als Mitglied der Reichsleitung der Deutschen Christen wurde er 1933 Reichsreferent für Landgemeinden und übernahm im Zuge der Gleichschaltung der Evangelischen Kirche der Altpreußischen Union das neugeschaffene Amt eines Propsten für die Neumark und die Niederlausitz; gleichzeitig wurde er Mitglied des Konsistoriums der brandenburgischen Provinzialkirche und Präses der Provinzialsynode. 1934 übernahm er im Nebenamt ein Pfarramt an der Matthäikirche in Berlin-Tiergarten und wurde 1936 Propst von St. Nikolai in Berlin. Zeitweilig war er auch theologisches Mitglied der Kirchenkanzlei der DEK.
Ab 1939 im Kriegsdienst, kam er 1940 bei einem Dienstunfall in Ostpreußen ums Leben.